# 救世主ハリストス大聖堂

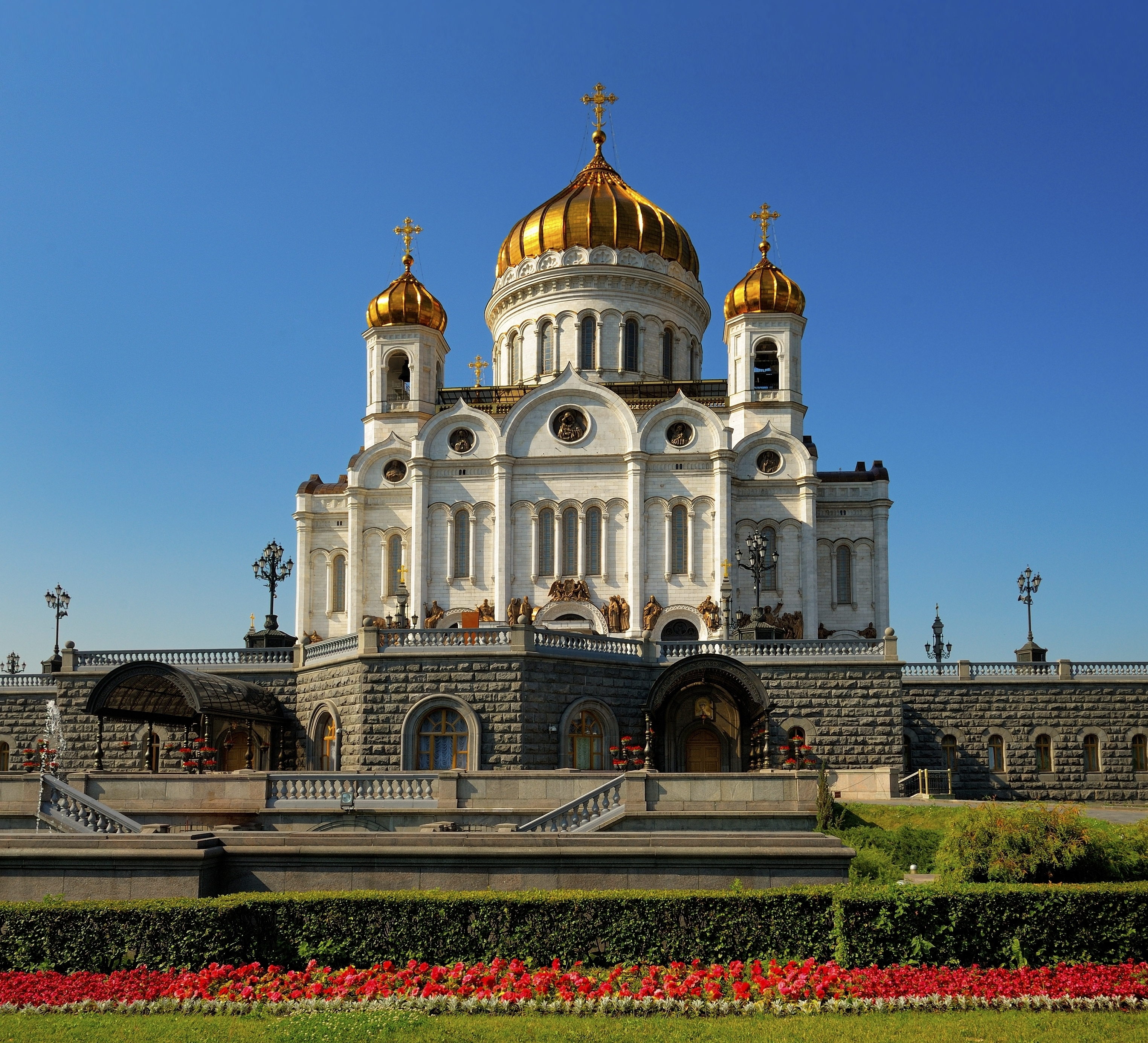
モスクワ川の架橋から望む救世主ハリストス大聖堂

救世主ハリストス大聖堂（きゅうせいしゅハリストスだいせいどう、ロシア語: Храм Христа Спасителя フラーム・フリスター・スパスィーチェリャ）は、ロシアのモスクワにある正教会の大聖堂。ロシア正教会モスクワ総主教直轄の首座聖堂である。全世界にある正教会の大聖堂中、3番目に高い103メートルの偉容をもつ（ドームと十字架部分で35メートルの高さがある）。
モスクワ中央部モスクワ河畔に位置する。
1883年6月7日（ユリウス暦：5月26日、主の昇天祭）に大聖堂は成聖された。しかし1931年に宗教弾圧政策をとるソ連によって爆破された。ソビエト連邦の崩壊後の2000年8月19日（主の顕栄祭）に再建。

## 名称
「ハリストス」とは「キリスト」の現代ギリシャ語・ロシア語に由来する転写。日本語訳されたロシア人の著作や日本ハリストス正教会の刊行物等では、「キリスト」ではなく現代ギリシャ語・ロシア語に近い表記である「ハリストス」を尊重して救世主ハリストス大聖堂と表記されている。"Христа"（フリスター）は"Христос"（ハリストス）が格変化したものである。

## 歴史

### 建立

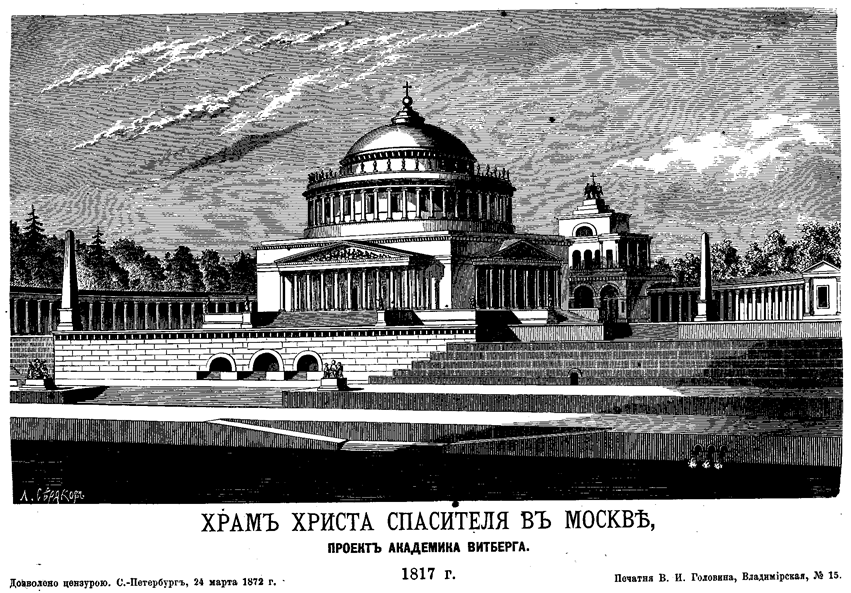
アレクサンドル・ヴィトベルク設計による当初案

1812年12月25日ロシア皇帝アレクサンドル1世によって、ナポレオン戦争（1812年ロシア戦役）後、戦勝記念と戦没者慰霊を目的に大聖堂の建立が勅裁された。実際に建設が開始されるまでは時間がかかり、1817年着工された。アレクサンドル・ヴィトベルク設計による当初案では、新古典主義を基調とし、建築フォルムに意味を持たせた意欲的なものであった。大聖堂は、モスクワ・雀が丘で起工されたが、ヴィトベルクが経理上の誤りの責任を問われてヴャトカに流刑とされた上、敷地予定地の地質が軟弱であったため、工事は一旦中止に追い込まれた。　

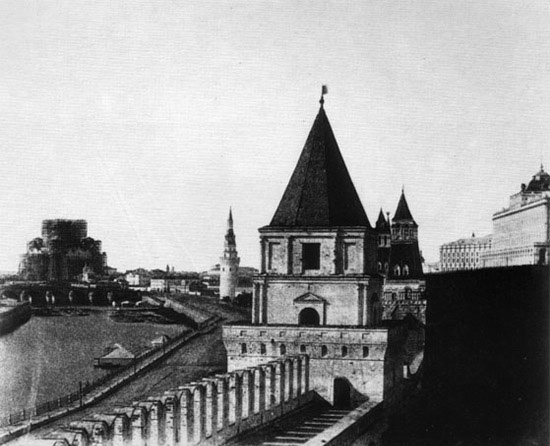
1852年、クレムリンから望む建設中の救世主ハリストス大聖堂

その後、アレクサンドル1世の後を継いだニコライ1世の依頼を受けたコンスタンチン・トーンの再設計により、1839年に現在のモスクワ河畔、クレムリンの向かい側に敷地を移して建設工事が再開された。建設に先立ち予定地にあった教会、修道院は移転した上で1839年9月10日礎石が置かれた。
デザインについて概して言えば、中世ロシアで建てられていたビザンティン建築の教会に範をとっているものの、通例みられるビザンティン建築の形状とはかなり異なっている。実際のモデルとしては、モスクワのクレムリンにある生神女就寝大聖堂と聖天使首大聖堂、モスクワのドンスコイ大聖堂、コローメンスコエの主の昇天聖堂などが挙げられる。外観についてはサンクト・ペテルブルクにある聖イサアク大聖堂へのオマージュもみられる。
内装はワシーリー・スリコフ、イワン・クラムスコイ、ヴァシーリー・ヴェレシチャーギンらロシア国内の芸術家を総動員し、19世紀における技術革新によって可能となった巨大な内部空間に壁画や彫刻を配置した。特にフレスコ画は完成に12年を閲し、この荘厳な大聖堂は完成に44年もの歳月を要した。大聖堂は1883年6月7日（ユリウス暦：5月26日、主の昇天祭）、アレクサンドル3世の戴冠式と同日に成聖された。
なお、成聖の前年（1882年8月20日）には、チャイコフスキーの「序曲1812年」が大聖堂で演奏されている。

### 爆破

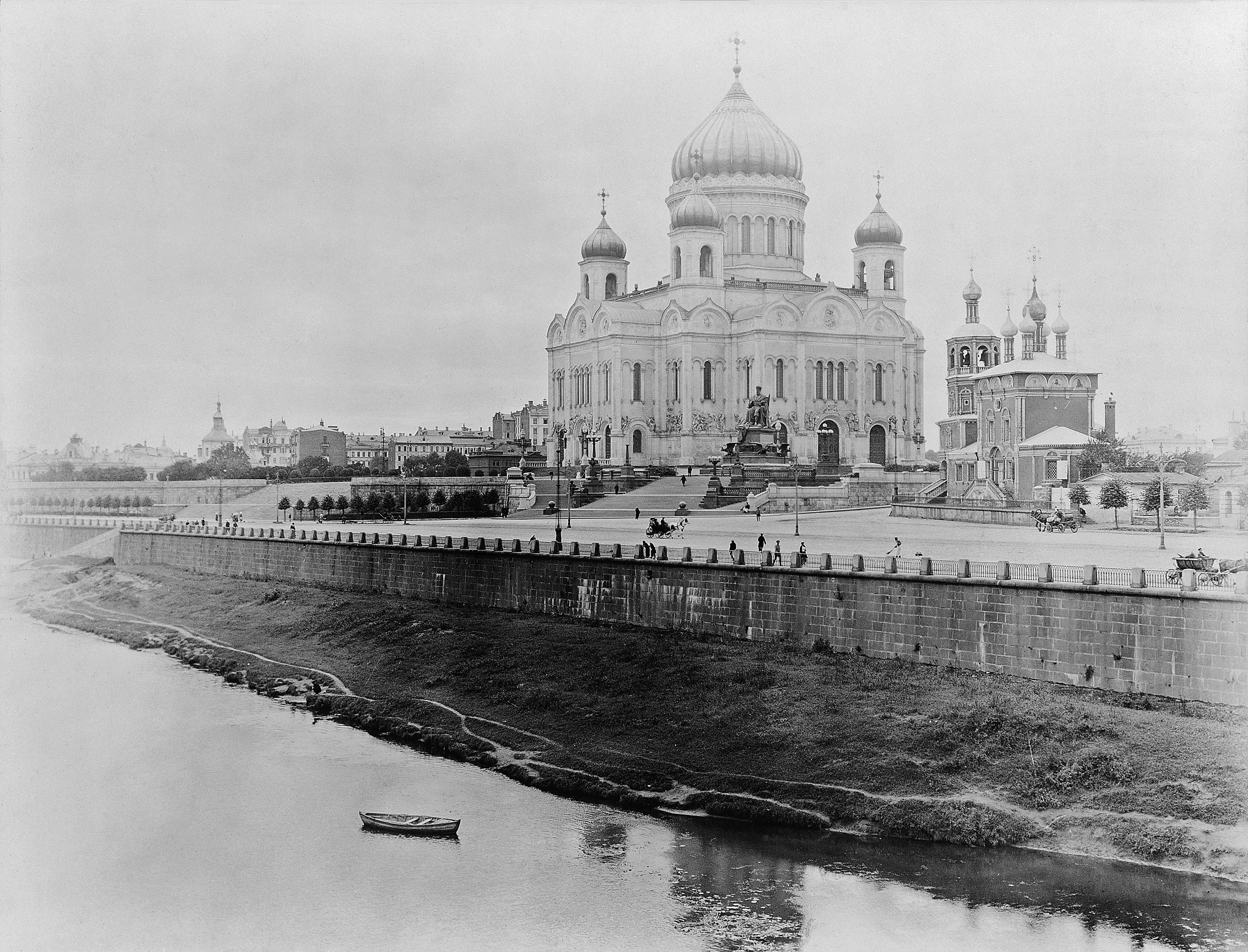
20世紀初頭の救世主ハリストス大聖堂

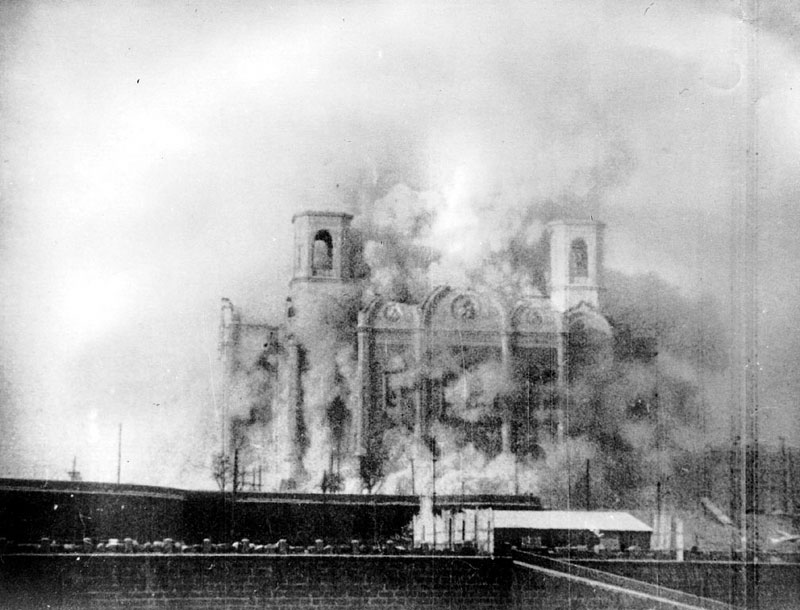
1931年12月5日、爆破される救世主ハリストス大聖堂

1917年救世主ハリストス大聖堂においてロシア正教会による地方公会が開かれた。この時、聖務会院制を廃止し総主教制が復活する決定がなされ、ティーホンがモスクワ総主教に選ばれ着座した。総主教制の復活をはじめとする決定を行う地方公会がロシア革命勃発と同年に行われているが、これは帝政時代からの事前準備があって可能だったものであり、革命をきっかけとして行われたものではない。長年の準備の上で帝政が倒れた直後に開催されたロシア地方公会は、ロシア正教会が帝権とは無関係に存続し得ること、およびその存在が盤石のものであることを示すものでもあった。
ロシア革命により、ロシア正教会は大打撃を受ける。無神論を標榜し、特に民衆の支持によってではなく武力革命で政権を奪取したボリシェヴィキにとり、帝政が倒れてもなお、信徒も参加した公会開催と総主教制復活にみられるように、信徒の支持により確固として存続するロシア正教会は脅威であった。「宗教はアヘン」と見なすソビエト政権は、教会における冠婚葬祭の禁止、聖堂の接収もしくは破壊、聖職者・修道士・信徒たちの逮捕や処刑といった手段で、ロシア正教会に激しい弾圧を行った。
1922年にはモスクワに新政権（ソ連政権）の成立を記念する記念碑的建造物を建設する案は出ていたが、具体化したのは1930年代に入ってからである。スターリン時代の1931年、ソビエト宮殿設計コンペティションが開始され、ソビエト大宮殿建設地には、救世主ハリストス大聖堂の場所が指定された。これはロシア正教会の象徴的建造物を破壊しその跡地にソビエト宮殿を建設することで、別の意味での象徴的意味（無神論の宗教に対する勝利）を示すことを企図していた。スターリンによって指導されるソ連共産党政治局の決定により、1931年12月5日正午、大聖堂は爆破された。

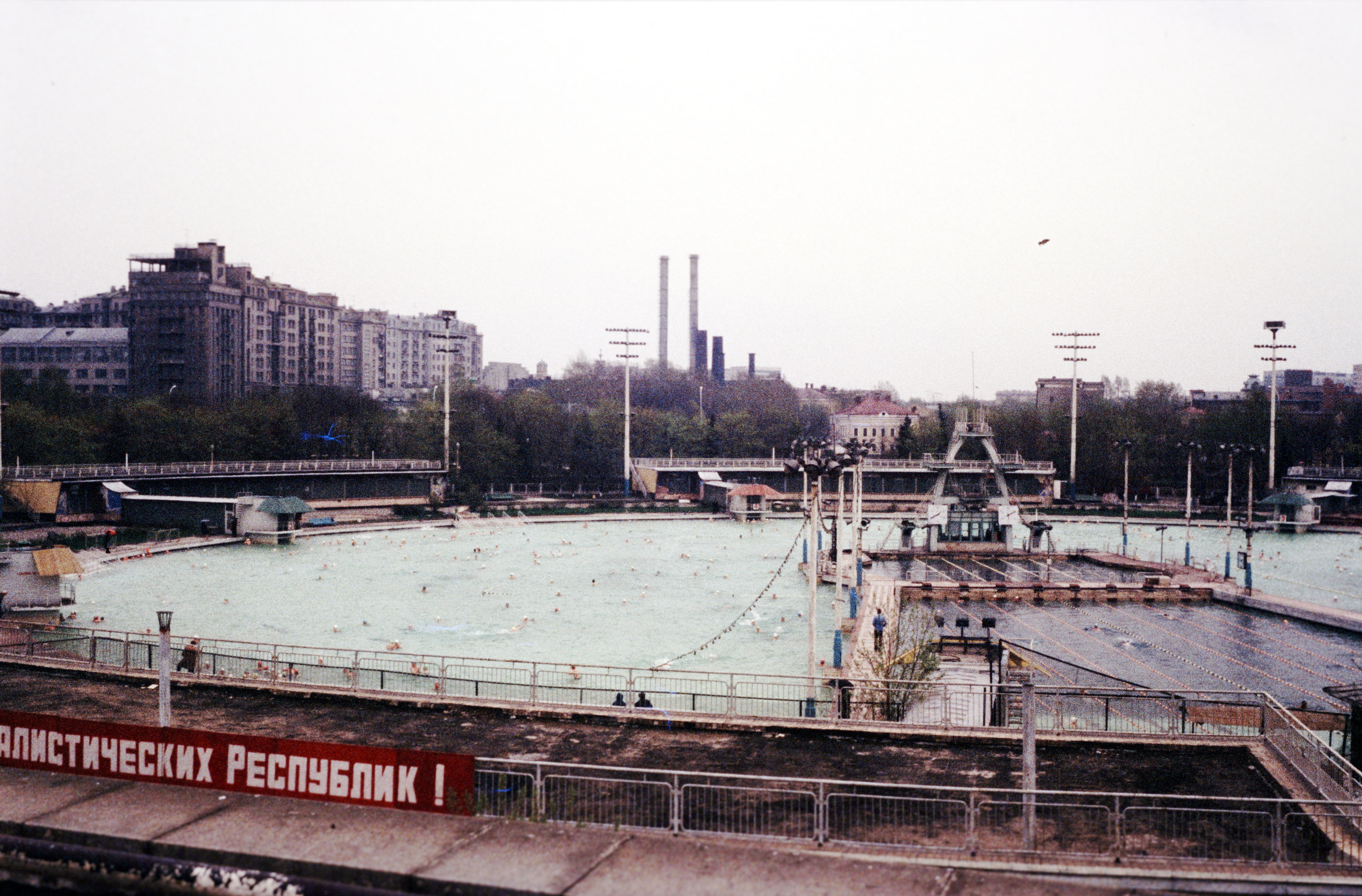
モスクワ水泳場（1980年）

大聖堂の爆破解体後、数次に渡るコンペ、技術的諸問題の解決を経て、ソビエト大宮殿の建設は緒に就いたが、敷地の軟弱な土壌と、第二次世界大戦による中断、スターリンの死去などの要因が重なったことにより、宮殿建設は永久に中止となった。宮殿の基礎建築跡には屋外市営温水プール「モスクワ」（モスクワ水泳場）が建設され（建設開始：1958年、利用開始：1960年）、ソ連時代を通じてモスクワ市民に利用された。

### 再建

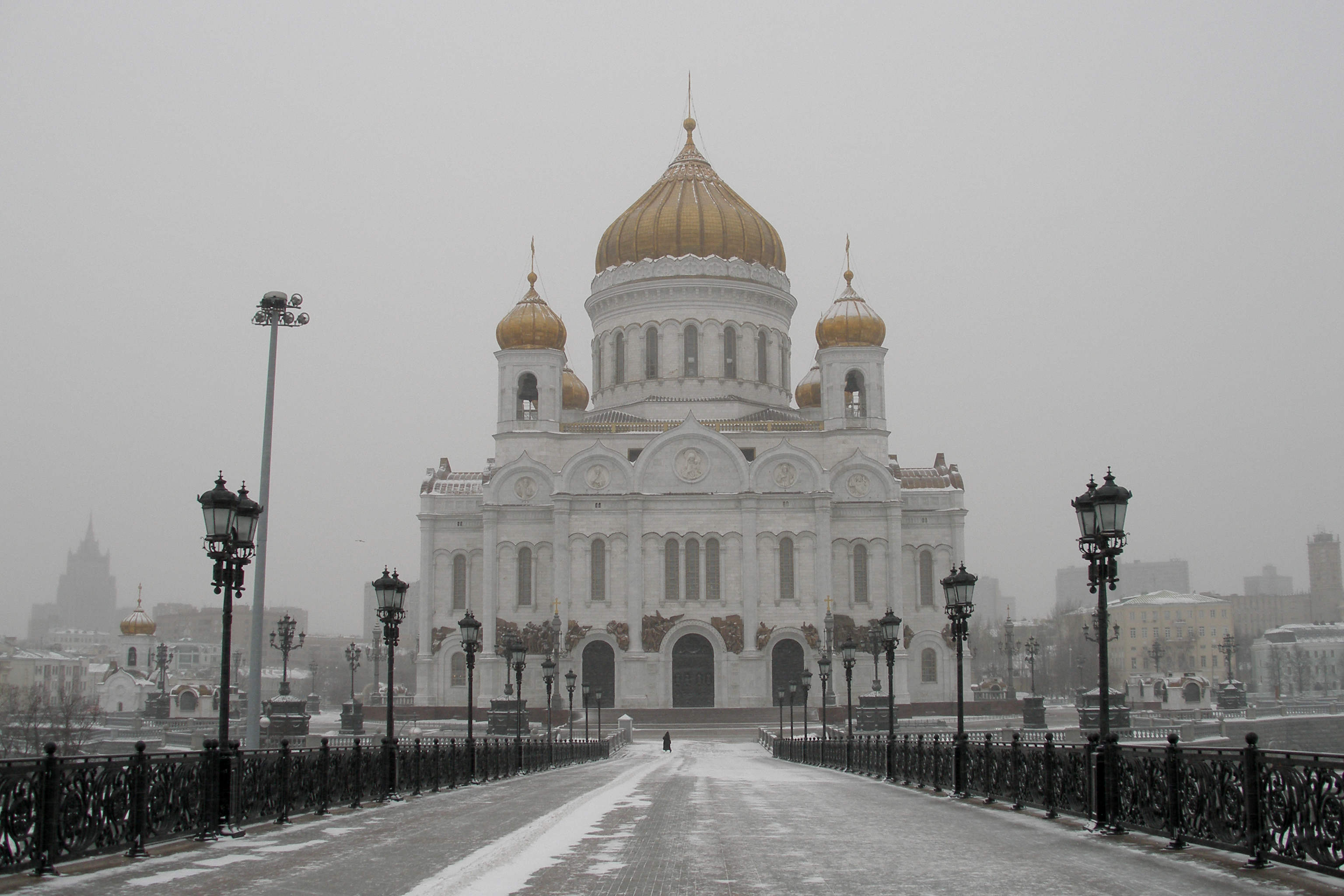
橋から眺める再建された救世主ハリストス大聖堂

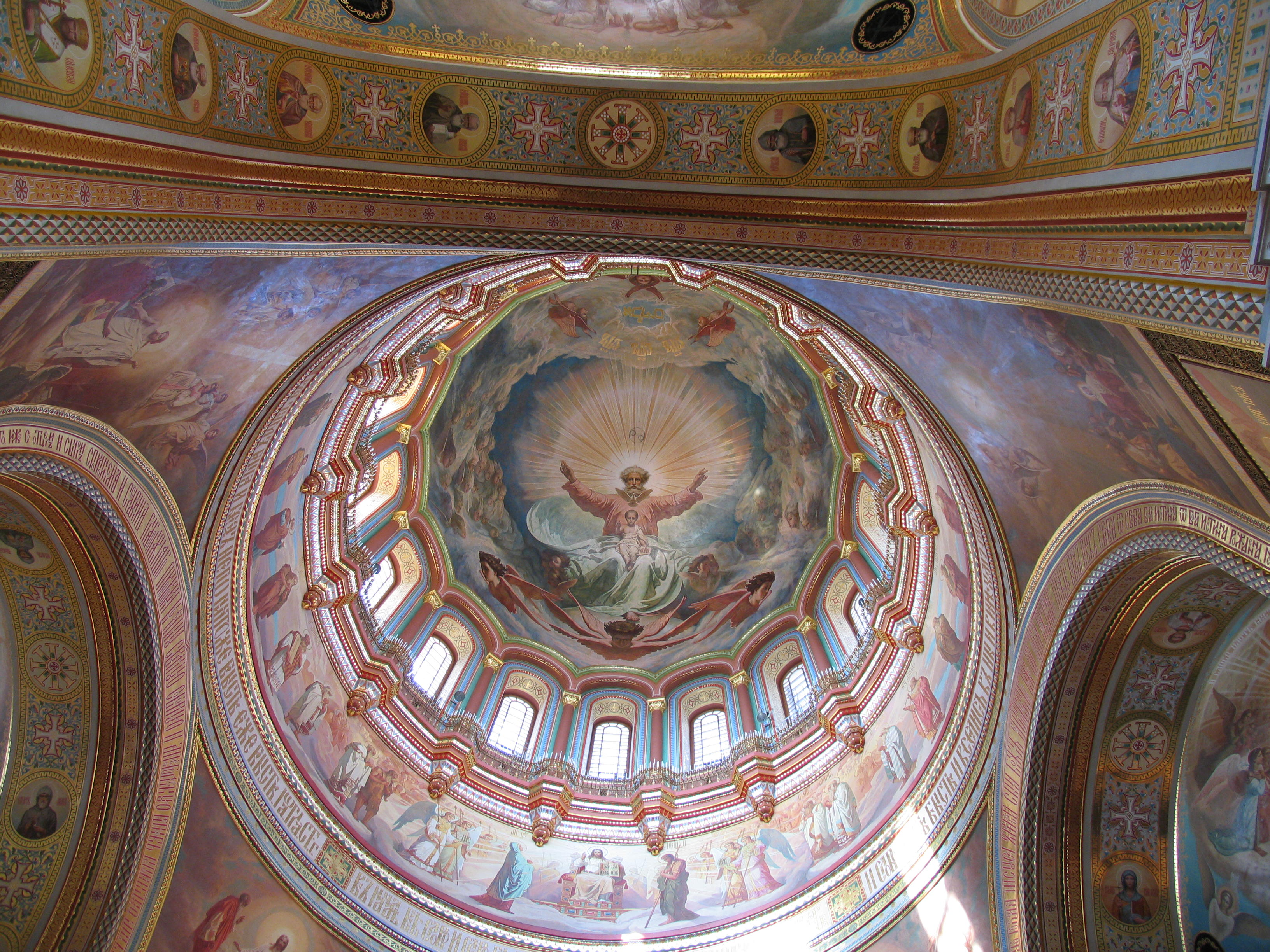
大聖堂中央のドーム

ゴルバチョフ政権になりペレストロイカが始まると、正教会に対する政権の姿勢は緩やかなものとなり、ロシア正教千年祭の開催が当局から許可されるまでになっていた。時代末期の1990年、ロシア正教会聖シノドは救世主ハリストス大聖堂の再建を祝福し、大聖堂再建の許可を政府に正式に要請。1990年12月5日には将来の再建意図を明示した記念碑が据えられた。
ソビエト連邦の崩壊後1992年7月16日、「モスクワ再創造基金」設立法にボリス・エリツィン大統領が署名。その基金に挙げられた建造物のリストの筆頭には救世主ハリストス大聖堂の再建が挙げられていた。1994年9月7日、救世主ハリストス大聖堂再建委員会の初めての会合が開かれ、モスクワ総主教アレクシイ2世が委員長に選出された。同年秋、プール「モスクワ」が解体された。
1995年1月7日（ユリウス暦降誕祭）、大聖堂の再建場所においてアレクシイ2世司祷でモレーベンが行われ、礎石が据えられた。この式典にはロシア連邦首相ヴィクトル・チェルノムイルジン、モスクワ市長ユーリ・ルシコフも出席した。同年8月19日（主の顕栄祭）には、大聖堂下部の小聖堂で果物の成聖が行われた（正教会の顕栄祭では果物の成聖が行われる）。
1996年8月19日、大聖堂下部の小聖堂（顕栄聖堂）が完成し、モスクワ総主教アレクシイ2世が成聖。以後、継続して奉神礼が同聖堂で行われている。
1997年9月7日、モスクワ建都850年祭で重要な場所となり、アレクシイ2世司祷によるモレーベンが行われ、完成した壁の成聖が行われた。同年、大聖堂外壁の彫刻や、大聖堂内部のフレスコ画の描画等の工事が始まった。
大聖堂全体の成聖式は2000年8月19日（主の顕栄祭）にアレクシイ2世司祷により行われた。

## 交通アクセス
- 最寄りの駅はモスクワ地下鉄1号線クロポトキンスカヤ駅[18][19]。この駅は本来、前述のソビエト宮殿の最寄駅として作られたものである。